# Kwajalein Championship
El Kwajalein Championship es la única liga de fútbol de las Islas Marshall. Es una competición regional que incluye solamente a los equipos provenientes del atolón de Kwajalein, no es oficial ya que no posee un órgano regulador.

## Equipos 2016
- Garrison Beast
- Kwaj Rejects
- Kwajalein
- Spartans
- Spartans II
- Swell

## Palmarés
- 1967: Shamrock Rovers
- 1968-94: Desconocido
- 1995 (Spring): Spartans
- 1996-98: Desconocido
- 1999: Kobeer y Locals (Aparentemente compartido)
- 2000: Locals
- 2001: Desconocido
- 2002: Kobeer
- 2003: Fijian Connection
- 2004: Fish
- 2005: Fish
- 2006: Spartans
- 2007-08: Desconocido
- 2009: Swell
- 2010: Desconocido
- 2011: Swell
- 2012: Crush
- 2013: Swollen (Nombre temporal de Swell)
- 2014: Kwajalein
- 2015: Swell
- 2016: Kwajalein
- 2017: Swell
- 2018: Swell
- 2019: Desconocido
- 2020: Desconocido
- 2021: Swell